# Гугарац (хребет)
Гугара́ц (арм. Գուգարաց լեռնաշղթա) — один из хребтов Малого Кавказа на северо-востоке Армении. Служит водоразделом правых притоков Дебеда — рек Шнох, Кистум и Марц (на западе) и левого притока Акстафы — реки Воскепар (на востоке).

## Описание
Хребет Гугарац протягивается от хребтов Козман (с арм. — «община или коллективное пастбище») и Воскепар до вершины Соухбулак (2072 м) на стыке с Халабским хребтом. Длина — около 80 км, вместе с Халабским хребтом — около 100 км. Наибольшая высота — 2244 м (гора Дыжарсар). Хребет сложен мергелями и вулканогенными породами. Склоны с большим уклоном, много образованных эрозией ущелий.
Хребет покрыт лесами (преимущественно буковыми и дубовыми) и лугами. Северная треть водораздела при этом покрыта почти полностью лесами, а остальная часть — преимущественно альпийские пастбища. На склонах, в основном восточных — обилие озёр.
Имеются залежи строительных материалов, железной и полиметаллических руд, золота, меди, ртути и молибдена.

## Отроги
Отрог Шнох — водораздельное северо-западное ответвление хребта Гугарац между бассейнами рек Дебеда на западе и её правым притоком Шнох на востоке. Тянется от северо-западного выступа хребта Гугарац на северо-запад и север.
Отрог Болорконт — водораздельное юго-западное ответвление хребта Гугарац между бассейнами правых притоков реки Дебеда — Кистум на севере и Марц на юге.